# Římskokatolická farnost Rakovník
Římskokatolická farnost Rakovník je jedno z územních společenství římských katolíků v rakovnickém vikariátu s farním kostelem sv. Bartoloměje v Rakovníku.

## Dějiny farnosti
Již v roce 1352 v Rakovníku (také názvy Rakona nebo Rakonitz) vznikla plebánie, v roce 1407 dokonce děkanství. Původní fara stála na místě dnešního muzea, současná jednopatrová budova děkanství s valbovou střechou byla postavena roku 1751 o něco severněji, stále ve východním sousedství kostela sv. Bartoloměje. Místní farnost začala vést matriky od roku 1652, starší jsou uloženy na městském úřadu v Rakovníku, novější stále na farním úřadě. K 1. lednu 2004 byly s farností sloučeny původní farnosti Kounov, Lišany, Lužná, Mutějovice a Olešná.

## Území farnosti
Do farnosti náleží území obcí:
Chrášťany (pouze část Nový Dvůr) • Janov • Kounov • Krupá • Lišany • Lužná • Milostín • Mutějovice • Nesuchyně • Olešná • Pavlíkov (pouze část Ryšín) • Rakovník

## Kostely a kaple
| Kostel                         | Místo      | Bohoslužba                        |
| ------------------------------ | ---------- | --------------------------------- |
| kostel sv. Víta                | Kounov     | neděle                            |
| kostel Nanebevzetí Panny Marie | Lišany     | neděle (jednou za dva týdny)      |
| kostel sv. Barbory             | Lužná      | neděle (poslední neděle v měsíci) |
| kostel sv. Václava             | Mutějovice | neděle                            |
| kostel sv. Martina             | Olešná     | sobota (jednou za dva týdny)      |
| kostel sv. Bartoloměje         | Rakovník   | každý den                         |
| kostel Nejsvětější Trojice     | Rakovník   |                                   |
| kostel sv. Jiljí               | Rakovník   |                                   |

## Osoby ve farnosti

### Farnost Kounov
Zaniklou farnost Kounov, nyní součást rakovnické farnosti, spravovali:
- 1744–1750 Valentin Haffner
- 1750–1753 Ludwig Graas
- 1753–1758 Johann Müller
- 1758–1762 Josef Luschner
- 1762–1768 Franz Götzl
- 1769–1771 Johann Hammerschmied
- 1771–1784 Mathäus Haffner
- 1784–1795 Mathias Seemann
- 1795–1802 Josef Faschang (byl rektorem kněžského semináře a později proboštem na Svaté Hoře u Příbrami)
- 1802–1812 Johannes Marschalek
- 1812–1823 Peter Seyfert
- 1823–1827 Johannes Cipryan
- 1827–1842 Franz Kepler
- 1843–1851 Josef Franz
- 1852–1855 Josef Renner (jednalo se o prvního faráře, protože dosavadní duchovní správa byla povýšena na samostatnou farnost)
- 1856–1865 Josef Dobiser
- 1865–1871 Franz Pechar
- 1871–1879 Franz Vlasak
- 1879–1881 Josef Hasik
- 1892–1895 Josef Petržilka
- od roku 1901 Josef Splechtna